# 小島洋一郎
小島 洋一郎（こじま よういちろう、1967年11月23日 - ）は、日本の工学者。北海道科学大学工学部電気電子工学科・工学研究科電気電子工学専攻教授、同大学寒地未来生活環境研究所副所長。北海道恵庭市出身。

## 経歴

### 学歴
- 1986年（昭和61年）3月 北海道北広島高等学校卒業
- 1990年（平成2年）3月 北海道工業大学工学部応用電子工学科卒業
- 1995年（平成7年）3月 北海道工業大学大学院工学研究科博士後期課程修了（工学博士）

### 職歴
- 1997年（平成9年）4月 苫小牧工業高等専門学校機械工学科講師
- 2000年（平成12年）4月 苫小牧工業高等専門学校機械工学科助教授
- 2007年（平成19年）4月 苫小牧工業高等専門学校機械工学科准教授
- 2010年（平成22年）4月 苫小牧工業高等専門学校文系・理系総合学科（応用物理）准教授
- 2012年（平成24年）4月 苫小牧工業高等専門学校文系・理系総合学科（応用物理）教授
- 2016年（平成28年）4月 北海道科学大学工学部　電気電子工学科　教授

## 専門（研究・活動内容等）

### 研究概要

#### 研究分野
- 医用生体工学・生体材料学
- 食生活学
- 応用物理学一般
- 知能機械学・機械システム

#### 研究テーマ
- 味覚センサ
  - 医用生体工学・生体材料学、電子デバイス・電子機器、その他
- 超音波センサ
  - 電子デバイス・電子機器、医用生体工学・生体材料学、その他
- 人工筋肉
  - 電子デバイス・電子機器、医用生体工学・生体材料学、その他
- 医療分野，食品分野における味センサの開発

#### 著書
- 心とからだのセンシング　－健康･医療・福祉のためのテクノロジー－(2009年7月19日、海文堂出版、ヒューマンサイエンスとセンシング調査研究委員会と共著)[3][4]

## 所属学会
- 日本エム・イー学会
- 電子情報通信学会
- 電気学会
- 日本味と匂学会
- 日本食品科学工学会
- 日本食品工学会